# Turdinule des montagnes
Gypsophila crassa
Espèce
Statut de conservation UICN

 LC  : Préoccupation mineure
La Turdinule des montagnes (Gypsophila crassa) est une espèce de passereau de la famille des Pellorneidae.

## Répartition
montagnes du nord-est de Bornéo

## Habitat
Elle habite les forêts humides tropicales et subtropicales.